# Kiril Wachsmann
Kiril Alexis Wachsmann Mallner (* 12. November 1984 in Málaga, Andalusien) ist ein US-amerikanisch-uruguayischer Basketballspieler. Nach dem Studium in den Vereinigten Staaten spielte der deutschstämmige Wachsmann als professioneller Spieler zunächst in seinem Geburtsland Spanien in der zweit- und dritthöchsten Spielklasse in der Liga Española de Baloncesto mit deutschem Spielerpass. 2012 nahm Wachsmann zudem die uruguayische Staatsbürgerschaft an, die bereits sein Vater besessen hatte, und wurde Nationalspieler in der uruguayischen Basketballnationalmannschaft. Ab 2013 setzte Wachsmann dann auch seine Karriere in der Liga Uruguaya de Básquetbol fort und spielt in der Saison 2014/15 für den Vizemeister Defensor Sporting Club aus der Hauptstadt Montevideo.

## Karriere
Wachsmann wuchs in New York City auf und bekam nach dem Schulabschluss an der All Hallows High School in der Bronx zusammen mit zwei Mannschaftskameraden seiner Schulmannschaft, die ebenfalls Gaels hieß, einen Studienplatz am Iona College in New Rochelle. Bei den Iona Gaels spielten Wachsmann und seine Schulkameraden in der Metro Atlantic Athletic Conference (MAAC) der NCAA. In seinem letzten Studienjahr gewann Wachsmann mit den Gaels das MAAC-Meisterschaftsturnier 2006 und erreichte damit das landesweite NCAA-Endrundenturnier zusammen mit unter anderem Steven Burtt jr. und Gary Springer jr., deren Väter die Iona Gaels bereits 1984 zur Endrunde geführt hatten. Dort verlor man jedoch in der Auftaktbegegnung nach Halbzeitführung gegen den späteren Final-Four-Teilnehmer Tigers der Louisiana State University.
Nach Studienende begann Wachsmann eine Karriere als professioneller Spieler und unterschrieb einen Vertrag in seinem Geburtsland Spanien bei Unión Baloncesto aus Santa Cruz de La Palma. Wegen der Ausländerbeschränkungen in den spanischen Ligen spielte der deutschstämmige Wachsmann hier mit deutschem Spielerpass, da er in Folge der Bosman-Entscheidung mit europäischem Pass nicht eingeschränkt war. Nach einem elften Platz mit dem Zweitligaklub in der Saison 2006/07 der LEB wechselte Wachsmann für die Saison 2007/08 zum Ligakonkurrenten auf die kanarische Nachbarinsel Teneriffa. Nach einem fünften Platz in der regulären Saison der LEB Oro verlor Tenerife Rural das Finalspiel beim Final Four um den verbleibenden Aufstiegsplatz gegen Bruesa GBC. In der folgenden Saison 2008/09 verlor Tenerife Rural als erneut fünftplatzierte Mannschaft bereits das Halbfinale gegen den Klub aus Melilla.
Für die Saison 2009/10 ging Wachsmann in die dritte Liga LEB Plata zum Klub Fundación Adepal Alcázar aus Alcázar de San Juan auf dem spanischen Festland. Mit diesem Verein gewann er die Meisterschaft dieser Liga und stieg in die LEB Oro auf. Hier wurde Wachsmann im Dezember 2010 auf Basis seiner Effektivität einmal „Spieler der Woche“, doch Alcázar belegte nach nur zehn Saisonsiegen in 34 Spielen am Saisonende 2011 den vorletzten Tabellenplatz und verlor in den Play-downs gegen CD Maristas. Nach dem sofortigen Abstieg von Alcázar wechselte Wachsmann zum Klub aus Melilla in die nordafrikanische Exklave. Nach dem fünften Platz in der regulären Saison erreichte Melilla erneut die diesmal als Play-offs ausgespielte Finalserie um den Aufstieg in die höchste Spielklasse Liga ACB, die jedoch gegen Menorca Bàsquet verloren ging. In den Play-offs 2011 wurde Wachsmann 1.000-ster Rebound in den Spielklassen der LEB verzeichnet, was vor ihm nur vier andere Spieler erreicht hatten. In der folgenden Saison wurde Wachsmann im November 2012 erneut Spieler der Woche, doch seine Mannschaft erlitt das gleiche Schicksal wie Alcázar zwei Jahre zuvor, als man als Tabellenletzter nach nur sechs Siegen in 26 Spielen sportlich den Klassenerhalt nicht schaffte.
Da Wachsmanns Vater aus Uruguay stammt, bemühte sich der uruguayische Verband um eine Spielgenehmigung für Wachsmann in der uruguayischen Basketballnationalmannschaft. Nachdem diese schließlich gewährt wurde, debütierte Wachsmann für die Celeste bei der Amerikameisterschaft 2013, bei der Uruguay nach zwei Vorrundensiegen in der Zwischenrunde kein Sieg mehr gelang und man den siebten Platz belegte. Anschließend wechselte Wachsmann in die Liga Uruguaya de Básquetbol, wo er für den Klub Hebraica y Macabi in der Hauptstadt Montevideo spielte. Der Meister von 2012 schied als sechstplatzierte Mannschaft jedoch im Play-off-Viertelfinale aus. Bei der Südamerikameisterschaft 2014 verlor Uruguay in der Medaillenrunde im Halbfinale gegen Titelverteidiger Argentinien und blieb nach der Niederlage im kleinen Finale gegen Brasilien medaillenlos. Wachsmann war mit durchschnittlich 8,8 Rebounds pro Spiel zweitbester Spieler des Turniers in dieser Kategorie. In der Saison 2014/15 spielt Wachsmann für Hebraicas Lokalrivalen und Vizemeister Defensor Sporting Club.